# 新甘十九妹
《新甘十九妹》，改編萧逸《甘十九妹》，是由1996年电视剧《甘十九妹》的老东家山东辉煌世纪影视文化有限公司（原山东三冠电影电视实业公司）重新筹划创作的古装武侠电视剧。2013年9月25日在无锡水浒城开机拍摄，2014年1月殺青。于2015年2月13日在湖北影视频道的黄金时间播出。

## 演员
| 演员   | 角色     | 简介 |
| 张定涵 | 甘十九妹 |      |
| 崔 鹏  | 尹剑平   |      |
| 任 晗  | 尉迟兰心 |      |
| 宋珉宇 | 范银江   |      |
| 孙彬皓 | 晏春雷   |      |
| 董博睿 | 阮行     |      |
| 张亚坤 | 云中鹤   |      |
| 缪晓东 | 冯修堂   |      |
| 秦 雪  | 水红芍   |      |
| 王 禛  | 苗戏月   |      |
| 杨 潞  | 魏芡云   | 客串 |
| 张子健 | 尹雁翎   | 客串 |
| 王 雨  | 冼冰     | 客串 |
| 纪永清 | 黄实轩   | 客串 |
| 马 岩  | 米如烟   | 客串 |

## 主创
- 艺术顾问：张纪中、王新民
- 制片人：英子
- 总导演：张辉力
- 导演：陈咏歌
- 造型设计：陈敏正
- 美术师：韩晓寒